# Ctenucha bruneri
Ctenucha bruneri är en fjärilsart som beskrevs av William Schaus 1938. Ctenucha bruneri ingår i släktet Ctenucha och familjen björnspinnare. Inga underarter finns listade i Catalogue of Life.